# آنا ماریا آلبرگتی
آنا ماریا آلبرگتی (ایتالیایی: Anna Maria Alberghetti؛ زادهٔ ۱۵ مهٔ ۱۹۳۶) هنرپیشه تئاتر و سینما و خوانندهٔ اپرای اهل ایتالیا است. او از سال ۱۹۴۲ میلادی تاکنون مشغول فعالیت بوده و از فیلم‌هایی که در آن نقش داشته می‌توان به خوانندهٔ جاز و از سیر تا پیاز اشاره کرد.